# Красавица спящего леса
«Красавица спящего леса» (фр. La belle au bois dormant) — балет Жан-Пьера Омера на музыку Фердинана Герольда. Либретто Омера было создано на основе одноимённой оперы Микеле Карафа ди Колобрано премьера которой состоялась в парижской Опере несколькими годами ранее, 2 марта 1825 года. 
Премьера состоялась 27 апреля 1829 года в Париже, в Королевской академии музыки, на сцене театра на улице Ле Пелетье. Среди исполнителей главных партий была Мария Тальони, исполнившая роль Повелительницы наяд.
Публика сочла «чудом, превосходящим все чудеса» панораму, выполненную художником Сисери и машинистом сцены Контаном, во время которой лодка, расположенная посреди сцены, словно плыла на фоне движущейся декорации леса (позднее этот приём использовал в своей постановке «Спящей красавицы» балетмейстер Мариус Петипа). 